# برادی
برادی (به لاتین: Bradi) یک منطقه مسکونی در جمهوری آذربایجان است که در شهرستان لریک واقع شده‌است. برادی ۱۵۵ نفر جمعیت دارد. دهیاری آن شامل روستاهای آشاغی برادی (برادی پایین) و یوخاری برادی (برادی بالا) است.

## ریشه واژه
بر یا بُر در زبان تالشی برابر با بَر، برین، بالا یا بالایی است که نشانه‌ای از مرتفع‌بودن را نیز با خود به‌همراه دارد. دی هم به‌معنی ده یا روستا است و برادی یعنی روستای بالایی یا روستای بالادست یا روستای مرتفع.